# ダウラト・シャー
ダウラト・シャー（Dawlat Shāh、? - 1328年）は、元の泰定帝イェスン・テムル・カアンに仕えたムスリム（イスラム教徒）官僚。漢字表記は倒剌沙で、ダオラシャと読まれることもある。

## 概要

### 晋王府内史
即位以前のイェスン・テムルが晋王（ジノン）の称号をもってモンゴル高原に駐留し、チンギス・カンの祭祀をとりおこなう四大オルドを領していた頃、晋王府内史としてイェスン・テムルの宮廷に仕え、その信任を受けた。息子のハサンは宿衛（ケシク）としてカアン（モンゴル皇帝）の宮廷におり、丞相のバイジュに仕えていため、自身は晋王のもとにありながら常に中央の政治の動向をうかがっていた。1323年（至治3年）3月、ゲゲーン・カアン（英宗シデバラ）を殺害する陰謀が起こると、陰謀の首謀者のテクシらはダウラト・シャーを通じてイェスン・テムルと連携を図ろうとした。
同年8月2日、テクシが派遣したオロスは「ゲゲーン・カアン暗殺計画が成功すれば、イェスン・テムルを擁立して皇帝となす」旨をダウラト・シャーに伝え、さらに「汝（ダウラト・シャー）とマスウードのみがこれを把握し、（もう一人のイェスン・テムルの側近である）フメゲイには関わらせるな」とも語ったという。上記は『元史』泰定帝本紀の冒頭が伝える逸話であるが、これによってイェスン・テムルの配下の中でもダウラト・シャーが積極的に前帝の暗殺計画に関わり、結果的にイェスン・テムルの擁立に大きく寄与したことが分かる。

### イェスン・テムル・カアンの治世
ゲゲーン・カアンが南坡の変によって殺害され、イェスン・テムルがカアンに即位するとダウラト・シャーは宰相格の中書平章政事に任命され、さらに中書左丞相にのぼった。左丞相ダウラト・シャーは、中央政府の序列第二位ながらイェスン・テムル・カアンの信任を背景に西域（中央アジア・西アジア）の出身者（色目人）のマスウード、ウバイドゥッラー、バヤンチャルらを登用して中央・地方の要職を自派で固め、専権をふるった。さらに、序列第一位の中書右丞相であったフメゲイが死去した1326年（泰定3年）以後にダウラト・シャーの権勢は増大し、『元史』儒学伝などでは「時にダウラト・シャーは権柄を得て、西域人の多くは（ダウラト・シャーに）附いた」と評されている。

### 天暦の内乱
1328年（泰定5年/致和元年）7月（旧暦）、イェスン・テムルが上都で病死すると、9月にイェスン・テムルの皇后らと共謀し、その遺児のラジバグをカアンに擁立した。しかし、5年にわたったイェスン・テムルの治世を通じて専権をふるってきたダウラト・シャーに対する不満が高まっており、もうひとつの首都の大都に駐留するキプチャク親衛軍の司令官エル・テムルが反乱を起こした（天暦の内乱）。エル・テムルは、アスト親衛軍の司令官である河南の軍閥バヤンと組んで武宗カイシャンの遺児のトク・テムル（後の文宗ジャヤガトゥ・カアン）を擁立し、華北各地の軍勢が結集して上都のラジバグおよびダウラト・シャーの軍を破った。10月、大都側の軍勢が上都を囲むとラジバグを支持した従兄弟で梁王オンシャン、営王エセン・テムルをはじめダウラト・シャーらは数度出城して激しく戦闘を交えたが、ダウラト・シャーはついに皇帝の玉璽を携えて投降した。この戦闘でオッチギン家の遼王トクトアなども戦死している。この後、ラジバグの母后のバブカンは大都路の東安州へ配流され、オンシャン、エセン・テムルら王侯たちとともにダウラト・シャーも11月には処刑された。
天暦の内乱の最中、エル・テムルら一派はダウラト・シャーとウバイドゥッラーが「姦臣」であり、「密かに陰謀に通じて祖宗の成憲を変えた。既にその罪は明らかである。およそ回回種の人は天下の事を預けるべき者ではない」と述べて糾弾したと伝えられている。このためか、ジャヤガトゥ・カアン政権下ではイェスン・テムル・カアン治世下とは打って変わって色目人官僚は冷遇されるようになった。